# Bund zur Erneuerung des Reiches
Der Bund zur Erneuerung des Reiches (BER, auch: Erneuerungsbund, Luther-Bund) war eine Organisation in der Endphase der Weimarer Republik, die mittels einer Reichsreform eine territoriale Neugliederung der Länder, unter denen der Freistaat Preußen mit über 60 % dominierte, eine Neuregelung des Verhältnisses zwischen Reich und Ländern und die Stärkung der Stellung des Reichspräsidenten auf Kosten des Parlaments anstrebte.
In einer Denkschrift im Oktober 1928 stellte der Bund eine Reichsland-Lösung vor. Preußen und das übrige Norddeutschland wäre ein Reichsland geworden, das vom Reich direkt verwaltet worden wäre.

Weimarer Republik mit den einzelnen Ländern. In Preußen (blau) lebten etwa zwei Drittel aller Deutschen.

## Entstehung
Den Auftakt zur Gründung gab Ludwig Kastl auf der Jahrestagung des RDI Anfang September 1927. Er forderte eine umfassende Senkung der Gesamtsteuerlast der Unternehmen durch Einsparung öffentlicher Ausgaben. Dazu solle die Verwaltung und die Verfassung reformiert werden.
Geburtsstunde des BER war ein Treffen am 19./20. September 1927 von Paul Reusch, Hans Luther, Max Warburg, Ludwig Kastl und Siegfried von Roedern in Reuschs Landsitz, dem Schloss Katharinenhof bei Stuttgart. Hier wurde ein Büro L. (Luther) vereinbart.
Am 20. Oktober 1927 schloss sich der unabhängig vom BER entstandene „Hannover-Kreis“ an, dem Hermann Schmidt (Braunschweiger Kaliindustrieller), Ewald Hecker, Walter Jänecke (Verleger) und Gustav Heintze (Textilindustrieller aus Hannover) angehörten.
Der Bund wurde am 6. Januar 1928 in Berlin gegründet. Den Gründungsaufruf unterzeichneten u. a. Carl Bergmann (Aufsichtsratsmitglied der Deutschen Bank), Paul Moldenhauer, Jakob Goldschmidt, Louis Hagen, Franz von Mendelssohn, Albert Vögler, Fritz Thyssen, Gustav Krupp von Bohlen und Halbach, Paul Reusch, Fritz Springorum, Wilhelm Cuno, Hermann Röchling, Carl Friedrich von Siemens, Robert Bosch und Abraham Frowein.

## Ziele
In den Leitsätzen wurden die Ziele des Bundes ausführlich dargestellt:
- Übertragung der Regierungs- und Verwaltungsaufgaben auf das Reich, Reichsregierung und Reichstag treten an Stelle der preußischen Institutionen
- Das „Reichsland Preußen“ wird um Enklaven und Randgebiete erweitert und in Provinzen aufgeteilt.
- Die Provinzen sind im Reichsrat vertreten
- Der Finanzausgleich sollte vereinfacht werden

Ein weiteres Ziel der Reichsreform war es, die Staatsausgaben zu senken. Besonderes Ziel war, den Dualismus zwischen Preußen und dem Reich zu beenden. Zudem wirkte der Bund auf eine autoritäre Präsidialregierung hin. Im Mitteilungsblatt des BER im Oktober 1932 hieß es dazu:

„Daß der Erneuerungsbund die ‚Stärkung des Führergedankens’ als eines der Hauptprobleme unseres politischen Lebens frühzeitig erkannt hat, beweist seine 1929 erschienene Schrift über ‚Die Rechte des Deutschen Reichspräsidenten nach der Reichsverfassung’. Hier wurde die Überwindung der Parlaments- und Fraktionsherrschaft gefordert und nachgewiesen, daß der Reichspräsident selbst ohne Verfassungsänderung in der Lage ist, zum ausschlaggebenden Faktor der deutschen Politik zu werden. Der Erneuerungsbund kann wohl für sich in Anspruch nehmen, durch Herausstellung der entscheidenden staatsrechtlichen Gesichtspunkte sowie durch Aufklärung der öffentlichen Meinung wesentliche Vorarbeiten zur Durchsetzung des Systems einer autoritären Präsidialregierung geleistet zu haben.“

Dazu entfaltete der Bund eine rege publizistische Tätigkeit.
Zur extremen Rechten stand der Bund distanziert. Alfred Hugenberg bekämpfte die Vorschläge des Bundes, da sie ihm nicht weit genug gingen. Gegenüber der NSDAP verhielt sich der Bund zurückhaltend.
Die KPD bezeichnete den Gründungsaufruf des Bundes, als „Angriff des Trustkapitals“ und als „Programm der kapitalistischen Rationalisierung des Staates“.
1933 stellte der Bund seine Arbeit ein.

## Organisation
Der Mitgliedsbeitrag war sehr niedrig, er betrug 6 Reichsmark für Einzelpersonen und 60 Reichsmark für eine juristische Person im Jahr. Die Organisationsform war äußerst locker. Das Organisationsleben beschränkte sich auf die Sitzungen des Vorstands und des Arbeitsausschusses sowie die jährliche Mitgliederversammlung in Berlin, nach der sich in den ersten Jahren ein Presseempfang mit der Darlegung der Ziele für die Öffentlichkeit anschloss.
Es entstanden einzelne Landesgruppen, die Vortragsabende und Mitgliederversammlungen veranstalteten.
Die Führung des Bundes bestand aus Paul Reusch, Hans Luther, Max Warburg, Siegfried von Roedern, Thilo Freiherr von Wilmowsky (seit 1930), Paul Kempner (Schatzmeister seit 1930) und Otto Geßler (seit 1931), die sich regelmäßig im Reuschs Villa trafen.

## Vorsitzende
- Hans Luther (1928–1930)
- Siegfried Graf von Roedern (1930–1931, ab 1931 stellvertretender Vorsitzender)
- Otto Geßler (seit 1931)
- Thilo Freiherr von Wilmowsky (stellvertretender Vorsitzender seit 1931)

## Mitglieder
Der Bund hatte rund 300 Mitglieder. Zu ihnen gehörten:

### Erste Gruppe (westdeutsche und Berliner Großwirtschaft und Kommunalpolitiker)
| - Abraham Frowein (Stellvertretender Vorsitzender des RDI) - Hans Kraemer (Stellvertretender Vorsitzender des RDI) - Ludwig Kastl (Geschäftsführendes Präsidialmitglied des RDI) - Bernhard Grund (Stellvertretender Vorsitzender des DIHT) - Eduard Hamm (Geschäftsführendes Präsidialmitglied des DIHT) - Paul Reusch (Generaldirektor der Gutehoffnungshütte) - Karl Haniel (Aufsichtsratsvorsitzender der Gutehoffnungshütte) - Hans Luther - Otto Most (Geschäftsführer der IHK Duisburg, MdR der DVP) - Walther Adametz - Martin Sogemeier (Geschäftsführer d. Zweckverbandes d. Nordwestlichen Industrieverbände) | - Paul Moldenhauer (Aufsichtsratsmitglied der I.G. Farben, MdR der DVP) - Walther Frisch (Vorstandsmitglied der Dresdner Bank) - Paul Kempner (Mitarbeiter des Bankhauses Mendelssohn) - Rudolf von Bitter (Vorstandsmitglied der Deutschen Landesbankzentrale) - Hermann Röchling - Franz Bracht (Oberbürgermeister von Essen) - Karl Jarres (Oberbürgermeister von Duisburg, DVP) - Dr. Dickmann (Landeshauptmann von Münster) - Johannes Horion (Landeshauptmann der Rheinprovinz, Zentrum) - Wilhelm Kitz (Landrat von Düsseldorf, Zentrum) - Dr. Kühl (Landrat von Münster) |

### Zweite Gruppe (Landwirtschaft)
| - Eberhard Graf von Kalckreuth (Präsident des Reichslandbundes) - Arno Kriegsheim (Direktor des Reichslandbundes) - Richard von Flemming (Präsident der Landwirtschaftskammer Pommern) - Karl Robert Graf Douglas-Langenstein (Präsident der Badischen Landwirtschaftskammer) | - Achim von Arnim (Rittergutsbesitzer, Mellenau) - Georg Ernst Graf von Bernstorff (Rittergutsbesitzer, Junkerwehningen) - Felix Busch (Gutsbesitzer, Neumark) - Thilo Freiherr von Wilmowsky |

### Dritte Gruppe (Hamburger Großwirtschaft)
| - Max Warburg (Bankhaus Max Warburg) - Siegfried Graf von Roedern (Vorsitzender des Verbandes der Deutschen Reeder) | - Carl Wilhelm Petersen (Erster Bürgermeister von Hamburg, DDP) - Arndt von Holtzendorff (Präsidiumsmitglied des Hansabundes, Rittergutsbesitzer bei Hamburg) |

### Vierte Gruppe (Hannover-Kreis)
| - Ewald Hecker - Hermann Schmidt (Braunschweiger Kaliindustrieller, Zentralratsmitglied der DVP) - Gustav Noske | - Walther Jänecke (Verleger des Hannoverschen Kuriers Zentralratsmitglied der DVP) - Gustav Heintze (Textilindustrieller aus Hannover) |

### Fünfte Gruppe (Politik, Wissenschaft und sonstiges)
| - Otto Geßler - Willy Hellpach (Staatspräsident a. D., Heidelberg) - Otto Hoetzsch - Wilhelm Kahl - Charlotte Mühsam-Werther (Mitglied des Vorläufigen Reichswirtschaftsrats, DVP) - Heinrich Retzmann (Admiral a. D., Zentralratsmitglied der DVP) | - Franz Schweyer (bayerischer Innenminister a. D.) - Karl Brandi (Historiker, Professor an der Universität Göttingen) - Bernhard Otte (Vorsitzender des Gesamtverbandes der christlichen Gewerkschaften Deutschlands) - Otto Henne (Flaschnermeister, Tübingen) - Hans Remshard (Vorstandsmitglied der Bayerischen Hypotheken- und Wechselbank) |

### Industrie und Banken
| - Albert Vögler - Ernst Borsig - Ernst Brandi - Ernst Brauweiler (Geschäftsführer der Vereinigung der Deutschen Arbeitgeberverbände VDA) - Erich Fickler - Julius Flechtheim (Syndikus des RDI) - Louis Herren (Vorsitzender des Gesamtverbandes der Rheinisch-Westfälischen Spinnerei) - Hermann Hummel (Direktor der BASF, MdR, DDP) - Hermann Lange (Textilindustrieller) - Richard Lenel (Präsident der Industrie- und Handelskammer Mannheim) - Carl Melchior | - Konrad Piatscheck (Vorsitzender des Deutschen Braunkohlen-Industrie-Vereins) - Wolfgang Reuter (Generaldirektor der Demag) - Jakob Riesser (Aufsichtsratsvorsitzender der Rheinischen Braunkohlen AG, Zentralvorstandsmitglied der DDP) - Philip Rosenthal (Generaldirektor der Porzellanfabrik Ph. Rosenthal und Co.) - Kurt Schmitt - Oskar Sempell (Vorstandsmitglied der Vereinigten Stahlwerke) - Kurt Sorge - Carl Stimmig (Generaldirektor des Norddeutschen Lloyd) |

### Landwirtschaft
| - Hans Bodo Graf von Alvensleben (Präsident des Herrenklubs) - Hans von Goldacker - Hermann Dietrich - Friedrich Döbrich - Karl Hepp | - Oskar von der Osten-Warnitz - Freiherr von Richthofen - Hansjoachim von Rohr - Alwin Schurig (Erster Vorsitzender des Reichsverbandes der deutschen land- und forstwirtschaftlichen Arbeitgebervereinigung) |

### Politik
| - Hermann Höpker-Aschoff (preußischer Finanzminister, DDP) - Siegfried von Kardorff - Konrad Adenauer | - Adolf von Batocki - Wilhelm Lutsch (Landeshauptmann von Wiesbaden) |

### Arbeiterbewegung
| - Friedrich Baltrusch - Hans Bechly - Otto Becker (Vorsitzender des Gesamtverbandes der Arbeitnehmer der öffentlichen Betriebe und des Personen- und Warenverkehrs) | - Hermann Beims (1928 aus dem Bund ausgetreten) - Paul Hirsch (1928 aus dem Bund ausgetreten) |

### Wissenschaft und Jungkonservative
| - Gerhard Anschütz - Hans Delbrück - Johannes Haller - Fritz Hartung - Friedrich Meinecke (Historiker) - Max Planck - Hans Rothfels - Heinrich Triepel | - Ernst Troeltsch - Alfred Weber - Wilhelm Freiherr von Gayl - Magnus Freiherr von Braun - Franz von Papen - Heinrich Freiherr von Gleichen - Edgar Julius Jung |

## Schriften
- Reichsreform. Mitteilungen des Bundes zur Erneuerung des Reiches e. V. (erschien monatlich ab Januar/Februar 1929)
- Reich und Länder. Vorschläge Begründung, Gesetzentwürfe. Berlin 1928.
- Die Rechte des Deutschen Reichspräsidenten nach der Reichsverfassung. Eine gemeinverständliche Darstellung. Berlin 1929.
- Das Problem des Reichsrats. Leitsätze mit Begründung. Gesetzentwürfe mit Begründung. Vergleiche mit anderen Staaten. Berlin 1930.
- Wann kommt die Reichsreform? Auszüge und Ergänzung der früheren Bundesschrift: Reich und Länder. Berlin 1931.
- Die Reichsreform. Bd. 1: Allgemeine Grundlagen für die Abgrenzung der Zuständigkeiten zwischen Reich, Ländern und Gemeindeverbänden. Berlin 1933.